# Maria Dolors Carbonell i Guixé
Maria Dolors Carbonell Guixé (Barcelona, 29 de maig de 1956) és una jugadora i entrenadora de basquetbol, ja retirada.
Formada al Grup Barna, jugava en la posició d'aler. Encara a categoria júnior, va fitxar pel Club Esportiu Hispano Francès amb el qual va competir diverses temporades a la primera divisió de la Lliga femenina estatal. Amb la selecció espanyola, va ser internacional en tres ocasions. Després de la seva retirada de la competició, al final de la temporada de 1983-84, va ser entrenadora de diferents equips de base com l'Hispano Francès, Grup Barna, EEPP Diputació, Bàsquet Draft Gramenet i Jesús Maria Sant Andreu, entre d'altres. El 2014 va ser distingida com a Històrica del Bàsquet Català per la Fundació de Bàsquet Català.